# Damasonium polyspermum
Damasonium polyspermum là một loài thực vật có hoa trong họ Alismataceae. Loài này được Coss. mô tả khoa học đầu tiên năm 1849.